# Électricité et gaz d'Algérie
Pour les articles homonymes, voir EGA.
Électricité et gaz d'Algérie (EGA) est une ancienne compagnie publique chargée du monopole de la production et de la distribution du gaz et de l'électricité en Algérie entre 1947 et 1969.
Fondée le 5 juin 1947 (pendant la colonisation française), elle reçoit le 16 août 1947 les actifs des seize sociétés de production d'électricité activant en Algérie et nationalisées le 8 avril 1946. Elle est dissoute le 28 juillet 1969 pour être remplacée par la nouvelle société Sonelgaz qui reprend tous ses actifs.

## Histoire
Avant 1946, le secteur électrique est constitué de concessions du territoire algérien. On compte quatorze sociétés anonymes, filiales d'entreprises métropolitaines, deux sociétés spécifiquement algériennes, deux sociétés d'intérêt collectif agricole et quatorze entreprises privées locales.
La loi no 46-628 du 8 avril 1946 nationalise les activités électriques et gazières dans le domaine de la production et du transport. La compagnie Électricité et gaz d'Algérie est fondée par décret le 5 juin 1947 et fusionne seize sociétés anonymes locales :
- Société hydroélectrique de l'Afrique du Nord ;
- Énergie électrique de l'Ouest algérien ;
- Société du gaz et de l'électricité de Mostaganem ;
- Société d'énergie électrique de Lalla-Marnia ;
- Société de force et d'éclairage électrique de Saïda ;
- Société algérienne d'éclairage et de force ;
- Société des forces motrices d'Algérie ;
- Union électrique et gazière de l'Afrique du Nord ;
- Compagnie du gaz et de l'électricité pour la France et l'Algérie ;
- Société constantinoise d'énergie électrique ;
- Société d'intérêt collectif agricole d'électrification de la Plaine de Bône ;
- Compagnie centrale d'éclairage par le gaz Lebon et Cie ;
- Union hydroélectrique de l'Ouest constantinois ;
- Compagnie du Bourbonnais ;
- Union électrique coloniale.

L'activité de l'EGA commence officiellement le 1er septembre 1947 et le 1er novembre 1947 elle devient opérationnelle et commence à assurer sa mission de service public.

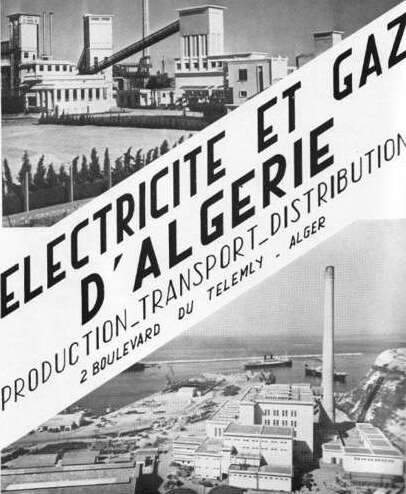
Siège de l'EGA à Telemly

## Création de Sonelgaz
L'ordonnance no 69-59 du 28 juillet 1969 dissout l'établissement public d'Électricité et gaz d'Algérie (EGA) pour le remplacer par une nouvelle société, la Société nationale de l'électricité et du gaz (Sonelgaz), qui reprend tous les actifs de l'EGA.